# Geordie Shore/Staffel 9
Die neunte Staffel von Geordie Shore wurde erstmals am 28. Oktober 2014 ausgestrahlt und spielt erneut in Newcastle upon Tyne. Der Cast bleibt unverändert. Zusätzlich kündigte Vicky an, die Serie mit der letzten Folge der Staffel zu verlassen. Im Frühling 2015 startete Staffel 10.
| Cast members | Series 9 | Series 9 | Series 9 | Series 9 | Series 9 | Series 9 | Series 9 | Series 9 |
| Cast members | 1        | 2        | 3        | 4        | 5        | 6        | 7        | 8        |
| Aaron        |          |          |          |          |          |          |          |          |
| Charlotte    |          |          |          |          |          |          |          |          |
| Gaz          |          |          |          |          |          |          |          |          |
| Holly        |          |          |          |          |          |          |          |          |
| James        |          |          |          |          |          |          |          |          |
| Kyle         |          |          |          |          |          |          |          |          |
| Marnie       |          |          |          |          |          |          |          |          |
| Scott        |          |          |          |          |          |          |          |          |
| Vicky        |          |          |          |          |          |          |          |          |
| ------------ | -------- | -------- | -------- | -------- | -------- | -------- | -------- | -------- |

Legende
| No. in Serie | No. in Staffel | Erstausstrahlung (UK) | Dauer   | Einschaltquoten (UK) | Zusammenfassung |
| ------------ | -------------- | --------------------- | ------- | -------------------- | --- |
| 63           | 1              | 28. Oktober 2014      | 45 Min. | 991.000              | Unsere Lieblings-Partylöwen sind zurück! Alle sind platt, als Vicky zur Teamleiterin befördert wird. Holly will Stil beweisen, indem sie Kyle widersteht, und Marnie verpasst Aaron einen Denkzettel, als sie erfährt, dass er geflunkert hat. |
| 64           | 2              | 4. November 2014      | 45 Min. | 889.000              | Auf Hollys Party gibt es richtig Zoff zwischen den Jungs, weil Marnie Kyle küsst und damit Aaron eifersüchtig macht. Vicky leitet die erste Knutsch-Tour in einer Schwulenbar, und Charlotte gesteht, dass ihre Beziehung auf der Kippe steht. |
| 65           | 3              | 11. November 2014     | 45 Min. | 907.000              | Oh là là! Die Geordies gehen auf Knutsch-Tour nach Paris. Wird Aaron Kyle den Kuss mit Marnie verzeihen? Vicky betrinkt sich bei der Arbeit, und wieder zu Hause angekommen, verlässt Charlotte das Haus für eine Aussprache mit ihrem Freund. |
| 66           | 4              | 18. November 2014     | 45 Min. | 925.000              | Charlotte und Gaz finden wieder zueinander, als sie nach der Trennung von ihrem Freund ins Haus zurückkehrt. Vicky schafft es nicht, Marnie zum Arbeiten zu bewegen, und so kommt es zu einer lautstarken Auseinandersetzung.                  |
| 67           | 5              | 25. November 2014     | 45 Min. | 1.118.000            | Ein Disco-Abend in Sunderland endet im Desaster, als sich Marnie und Scott für Aarons Empfinden zu nahe kommen. Die Jungs rechnen miteinander ab. Währenddessen wird Charlottes und Gaz’ Beziehung immer fester.                               |
| 68           | 6              | 2. Dezember 2014      | 45 Min. | 798.000              | Die Geordies veranstalten eine Knutsch-Tour für junge Bauern in Gloucestershire. Charlotte flippt aus, als sie Gaz mit einem anderen Mädel reden sieht, und Holly und Kyle kommen sich näher als je zuvor.                                     |
| 69           | 7              | 9. Dezember 2014      | 45 Min. | 912.000              | Gaz gibt vor, ein echtes Tattoo von Charlottes Initialen zu haben, doch als Reaktion darauf sagt Charlotte etwas, das sie später bereut. Zwischen Aaron und Marnie herrscht Krieg, Holly misstraut Kyle, und Gaz und Scott geraten aneinander. |
| 70           | 8              | 16. Dezember 2014     | 45 Min. | 947.000              | Im Geordie-Shore-Haus wird Weihnachten gefeiert. Neben all dem Glanz und Glitter gibt es auch Tränen, als Vicky unerwartete Neuigkeiten bringt. Kyle hofft auf ein besonderes Weihnachtsgeschenk von Holly, und Gaz und Char vertragen sich.   |